# Новочернореченский
Новочерноре́ченский — посёлок (с 1949 до 2019 года посёлок городского типа) в Козульском районе Красноярского края России.

## История
Статус посёлка городского типа был получен в 1949 году.
В рамках организации местного самоуправления с 2006 до 2019 гг. образовывал муниципальное образование со статусом городского поселения посёлок Новочернореченский как единственный населённый пункт в его составе, в рамках административно-территориального устройства соответствовал административно-территориальной единице посёлок городского типа Новочернореченский.
В октябре 2019 года преобразован в сельский населённый пункт (посёлок) и включён в Новочернореченский сельсовет.

## Население
| 1959  | 1970  | 1979  | 1989  | 2002  | 2007  | 2009  | 2010  |
| ----- | ----- | ----- | ----- | ----- | ----- | ----- | ----- |
| 8914  | ↘6171 | ↘5467 | ↘4451 | ↘3781 | ↗4187 | ↘4174 | ↘3802 |
| 2012  | 2013  | 2014  | 2015  | 2016  | 2017  |       |       |
| ↘3799 | ↘3793 | ↘3770 | ↗3818 | →3818 | ↗3823 |       |       |

## Местное самоуправление
Новочернореченский поселковый Совет депутатов
Дата избрания: 12.11.2018. Срок полномочий: 5 лет. Количество депутатов: 12
Глава муниципального образования
- Моисеенко Елена Сергеевна 12.11.2018 г.

## Транспорт
Железнодорожная станция «Чернореченская», электропоезда следуют до Красноярска и Боготола.
Автотрасса Р255 "Сибирь", 125 км. от Красноярска, 45 км. от Ачинска.

## Интересный факт
C января по март 2014 года в районе посёлка Новочернореченский проходили съёмки реалити-шоу «Сибирская рулетка» (англ. Siberian Cut). Премьера реалити-шоу состоялась 28 августа 2014 года на канале Discovery Channel.